# Dead Trigger
Dead Trigger é um jogo eletrônico de tiro em primeira pessoa com temática de zumbi desenvolvido e publicado pela Madfinger Games. Foi lançado em junho de 2012 para dispositivos móveis iOS e Android, e para o Facebook em 20 de fevereiro de 2014, mas foi posteriormente removido devido ao hack massivo. O jogo é apenas para um jogador. Uma sequência, Dead Trigger 2, foi lançada em 2013.

## Jogabilidade
O jogo começa na tela do mapa, onde o jogador pode selecionar missões disponíveis no momento ou acessar recursos do jogo, incluindo uma loja, cassino e arena. Sempre há várias missões genéricas disponíveis, bem como missões de história. Além disso, o jogador pode jogar uma missão bônus a cada dia por um pequeno bônus de ouro.
Dead Trigger inclui duas formas de moeda: dinheiro e ouro. O dinheiro é ganho em missões, desmembrando zumbis, coletando maletas de dinheiro e completando objetivos. O ouro pode ser ganho na missão bônus diária, e o jogador é recompensado com uma pequena quantia de ouro cada vez que sobe de nível. No entanto, o ouro leva muito tempo para ser ganho dessa forma e é incluído principalmente como uma microtransação e elemento de publicidade, o jogador pode comprar ouro com dinheiro real ou ganhar ouro baixando outros jogos.
Dinheiro e ouro podem ser usados para comprar armas, equipamentos e atualizações de personagens. As armas são baseadas principalmente em armas de fogo da vida real, como a Colt M1911A1 e a AK-47. Dead Trigger oferece pistolas, rifles, espingardas, metralhadoras e armas brancas. Os itens incluem kits médicos e torres de sentinela. As atualizações de personagens incluem slots de itens adicionais e saúde.
Dead Trigger oferece um sistema de progressão básico onde o jogador ganha pontos de experiência e pode subir de nível, mas subir de nível só desbloqueia novas armas e itens na loja.
Todas as missões se enquadram em vários tipos básicos, como defender portas ou matar um certo número de zumbis. Há um número limitado de locais que são reutilizados com frequência tanto na história quanto em missões aleatórias. Outro modo de jogo é a arena, que é um modo de sobrevivência baseado em ondas.

## História
O jogo se passa em um mundo onde uma praga de origem desconhecida matou bilhões de pessoas e muitas outras se transformaram em criaturas perigosas. O resto da humanidade está desesperadamente tentando sobreviver neste mundo. Kyle, o protagonista do jogo, conhece um grupo de sobreviventes liderados por Julian Lassagne que criou uma colônia conhecida como Nova Esperança. Ele se junta a eles e os ajuda a sobreviver. O grupo também encontra um bunker subterrâneo administrado pelo governo e lentamente o vasculha andar por andar. Eles eventualmente descobrem que a praga foi planejada por um grupo rico. O enredo termina quando Julian e Kyle decidem ir atrás deles.

## Lançamento
O jogo começou no iOS como um aplicativo pago e mais tarde foi adicionado como um aplicativo pago para Android. Os desenvolvedores eventualmente mudaram para um modelo free-to-play suportado por compras no aplicativo devido à pirataria "incrivelmente alta".
Dead Trigger teve mais de 60 milhões de downloads, em todas as plataformas em 2024. A franquia totaliza mais de 160 milhões de downloads, incluindo Dead Trigger 2.

## Recepção
De acordo com o site de agregação de análises Metacritic, o jogo recebeu uma pontuação média de 70 em 100 com base em 15 análises. A CNET deu ao Dead Trigger uma nota 8,7 de 10, elogiando muitos elementos de jogabilidade, mas criticando o tempo que leva para coletar ouro sem usar a compra no aplicativo. Modojo deu ao Dead Trigger uma nota 4,5 de 5, elogiando os gráficos e a jogabilidade do jogo, mas notando a falta de variedade à medida que o jogo avança.

## Sequência
Durante a conferência de imprensa da NVIDIA na CES 2013, Dead Trigger 2 foi revelado, usado como uma demonstração tecnológica para demonstrar o poder do próximo Tegra 4. A conferência de imprensa mostrou um pequeno vídeo de gameplay apresentando um inimigo enorme. Dead Trigger 2 foi lançado em 23 de outubro de 2013. Dead Trigger 2 teve mais de 100 milhões de downloads e continua popular. Um trailer recente teve mais de 23 milhões de visualizações em menos de 3 semanas.

## Adaptação cinematográfica
O escritor e diretor Mike Cuff garantiu os direitos cinematográficos do jogo em 2015 e começou a filmar uma adaptação live-action estrelando Dolph Lundgren e Isaiah Washington no México em maio de 2016. Dois dias após as filmagens, Cuff deixou a produção e Scott Windhauser, que havia reescrito o roteiro com Dolph Lundgren, terminou o filme. A Madfinger Games retirou seu apoio ao filme, pois o roteiro aprovado foi alterado de forma tão radical. Cuff e Madfinger não tiveram mais participação no filme. Foi lançado nos Estados Unidos nos cinemas em VOD pela Saban Films/Lionsgate em 3 de maio de 2019 e em DVD/Blu-ray pela Lionsgate Home Entertainment em julho de 2019.